# Notogomphus dendrohyrax
Notogomphus dendrohyrax é uma espécie de libelinha da família Gomphidae.
Pode ser encontrada nos seguintes países: Malawi, Moçambique, Tanzânia e Zimbabwe.
Os seus habitats naturais são: florestas subtropicais ou tropicais húmidas de baixa altitude e rios.
Está ameaçada por perda de habitat.